# Impactos da pandemia de COVID-19 no cinema

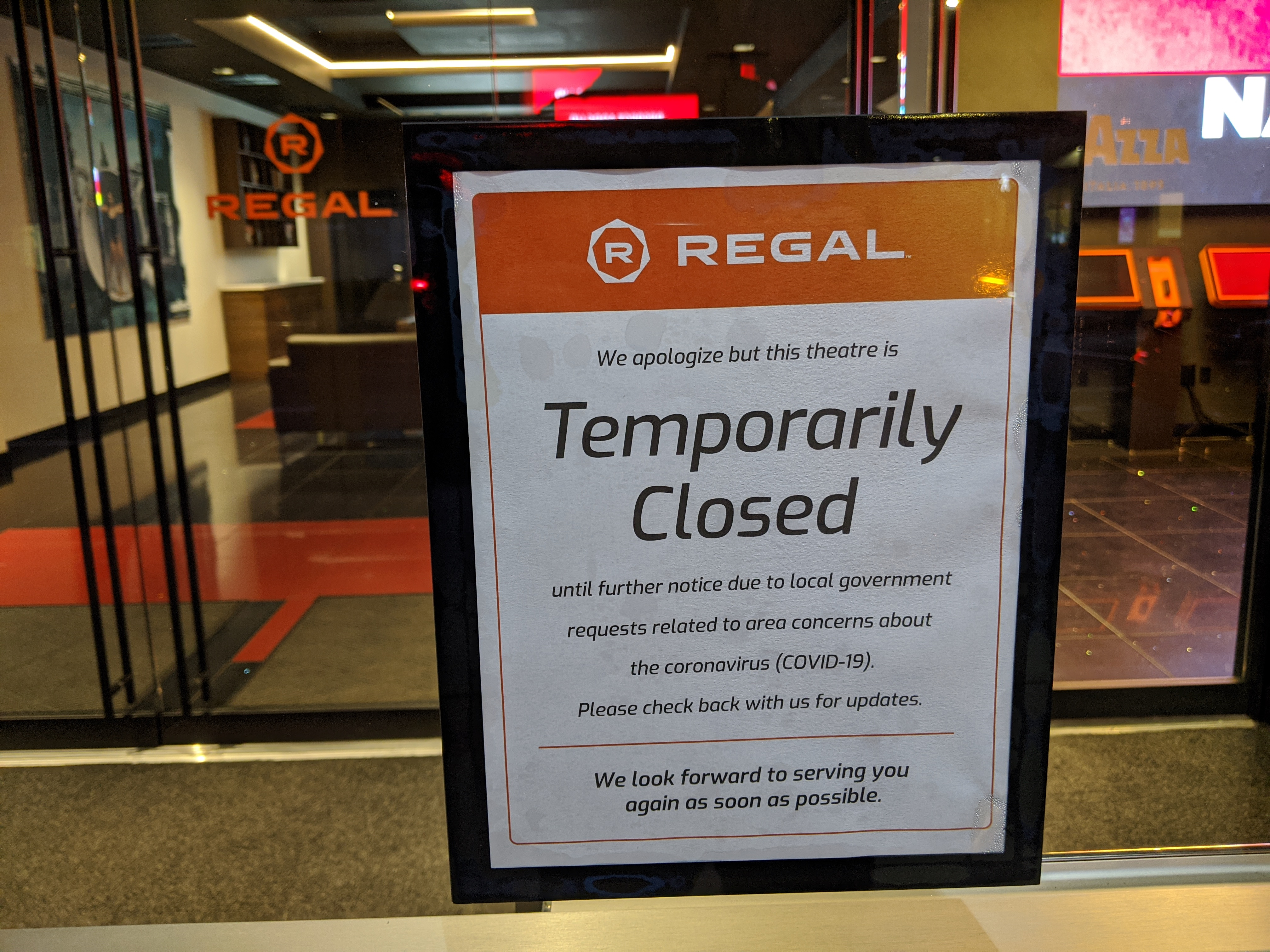
Cartaz que mostra um cinema temporariamente fechado.

A pandemia de coronavírus 2019-2020 impactou de forma significativa a indústria cinematográfica, causando efeitos em diferentes segmentos artísticos. Impactou também os cinemas locais, que suspenderam suas operações, e prometeram a devolução do dinheiro pago pelos ingressos comprados antecipadamente, como foi o caso da Cinemark e Centerplex.

## Lançamentos adiados
Paramount Pictures
- A Quiet Place: Part II, que já tinha recebido uma sessão de estreia,[4] foi adiado uma semana antes de seu lançamento,[5] primeiro para novembro, depois para abril de 2021.[6]
- SpongeBob: Sponge on the Run foi adiado inicialmente para julho, e depois teve seu lançamento nos cinemas cancelado em prol de ser disponibilizado em serviços de streaming.[7]
- Top Gun: Maverick foi postergado para julho de 2021.[8]

Sony Pictures
- A empresa anunciou que todos os seus grandes lançamentos seriam postergados para 2021, incluindo Ghostbusters: Afterlife, Morbius, Peter Rabbit 2: The Runaway, e Venom: Let There Be Carnage.[9]

Universal Studios
- F9: The Fast Saga, nono filme da série The Fast and the Furious, foi adiado para abril de 2021. Em Março de 2021, o filme foi adiado para 25 de junho, por causa da Pandemia de Coronavírus[10]
- Minions: The Rise of Gru estava programado para ser lançado nos Estados Unidos em 3 de julho de 2020, pela Universal Studios,[11] entretanto, a estreia do filme foi adiada para 2 de julho de 2021, porque os animadores da Illumination Entertainment estavam com problemas para trabalhar de casa. Em março de 2021, o filme foi adiado para 1 de julho de 2022.
- 007 - Sem Tempo para Morrer, que estava programado para estrear em 3 de abril de 2020 no Reino Unido, foi adiado para novembro,[12] e depois para abril de 2021.[13]

Walt Disney Studios
- Artemis Fowl (2020) se tornou o primeiro filme da Disney a ser retirado do calendário de estreias nos cinemas por causa da pandemia. Anteriormente marcado para maio, o longa foi lançado diretamente em streaming, na plataforma Disney+.[14]
- Jungle Cruise estava programado no dia 24 de julho de 2020 nos Estados Unidos, mas devido à pandemia o filme foi adiado para 30 de julho de 2021.[15]
- Mulan, que já tinha recebido uma sessão de estreia em 9 de março antes do lançamento previsto para o fim do mesmo mês,[16] foi adiado inicialmente para  23 de julho de 2020.[17] Após seu segundo adiamento, foi lançado nos Estados Unidos diretamente no Disney+ por uma taxa extra de US$30 em setembro, chegando nos cinemas apenas em países relativamente normalizados, incluindo a China.[18]
- Soul, da Pixar, estava programado para ser lançado em 19 de junho,[19] porém, foi adiado para 20 de novembro,[20] antes de ser eventualmente realocado para o Disney+.[21]
- Raya and the Last Dragon estava programado para ser lançado na data que recebeu Soul, adiando tal filme para 12 de março de 2021.[20]
- The New Mutants, que já vinha sofrendo adiamentos desde 2018, teve o lançamento em abril de 2020 cancelado,[22] e eventualmente remarcado para agosto.[23]
- Viúva Negra estava originalmente agendado para 1º de maio de 2020 nos EUA, e 30 de abril no Brasil e em Portugal e foi reagendado inicialmente para o fim do ano,[24] e eventualmente para maio de 2021, o que também empurrou para frente as duas produções seguintes do Universo Cinematográfico Marvel, Os Eternos (de novembro de 2010 para o mesmo mês em 2021) e Shang-Chi and the Legend of the Ten Rings (que já teve sua produção suspensa por estar filmando na China, origem da pandemia, e adiado de fevereiro de 2021 para julho).[25]

Warner Bros.
- O filme Scoob! estava programado para ser lançado em 14 de maio de 2020, foi adiado para 26 de junho, e eventualmente lançado diretamente para vídeo em demanda.[26]
- Wonder Woman 1984, originalmente previsto para junho de 2020, foi adiado para agosto pela incerteza de quando os cinemas iriam reabrir.[2] Mais adiamentos empurraram a data para dezembro.[27] Nos Estados Unidos, o filme terá lançamento simultâneo na plataforma de streaming HBO Max por um mês, para compensar a relativa falta de cinemas abertos no país.[28] Tal estratégia será repetida para os grandes lançamentos do estúdio em 2021.[29]
- The Witches teve seu lançamento em outubro de 2020 inicialmente cancelado,[30] e depois foi mantido nos cinemas apenas internacionalmente,[31] com os Estados Unidos tendo o filme exclusivamente na HBO Max.[32]
- Fantastic Beasts 3 teve sua data de estreia em 12 de novembro de 2021 desmarcada quando a pandemia adiou o início das filmagens.[33]
- Tenet, originalmente agendado para 17 de julho,[34] foi lançado em 70 países em 26 de agosto.[35]
- Duna foi adiado de dezembro de 2020 para outubro de 2021.[36]

## Lançamentos digitais
Como a profilaxia da pandemia exigiu isolamento social, os estúdios resolveram antecipar a chegada de lançamentos de 2020 ao mercado de vídeo sob demanda - exemplos incluem The Invisible Man, Emma e The Hunt, da Universal; Sonic the Hedgehog, da Paramount; Birds of Prey, da Warner; Bad Boys for Life da Columbia; e Onward, da Disney. A Disney também antecipou a chegada de Frozen II ao seu serviço de streaming Disney+, que estava agendada para junho, para 15 de março. Já a Universal decidiu uma estratégia inédita para lançar Trolls World Tour, que não teve cancelado seu lançamento norte-americano nos cinemas, agendado para 10 de abril de 2020. O estúdio decidiu disponibilizar simultaneamente o filme nas poucas salas abertas - em sua maior parte drive-ins - e nos serviços de aluguel e compra de filmes, a um preço mais elevado.